# Eleftherios Sakellariou
Eleftherios Sakellariou (mer känd som Sakellariou), född 17 februari 1987 i Aten i Grekland, är en grekisk fotbollsspelare som senast spelade för bulgariska Lyubimets 2007. Han började sin karriär som ungdomsspelare i Fostíras.